# Chích sậy Blyth
Acrocephalus dumetorum là một loài chim trong họ Acrocephalidae.

## Hình ảnh

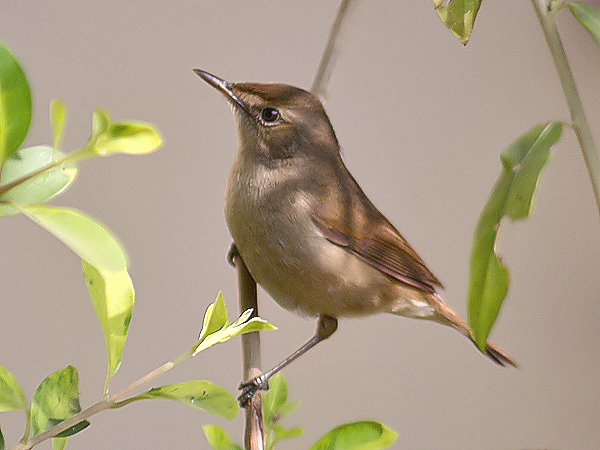
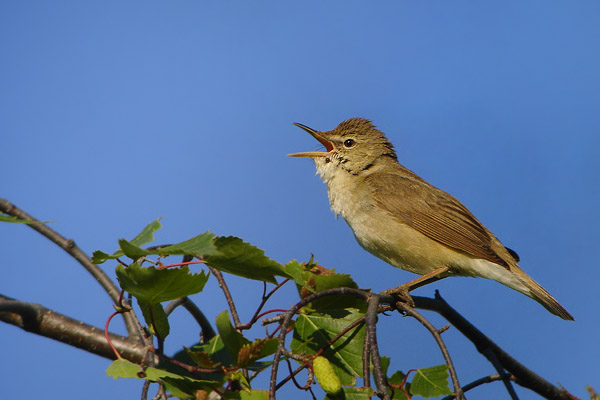
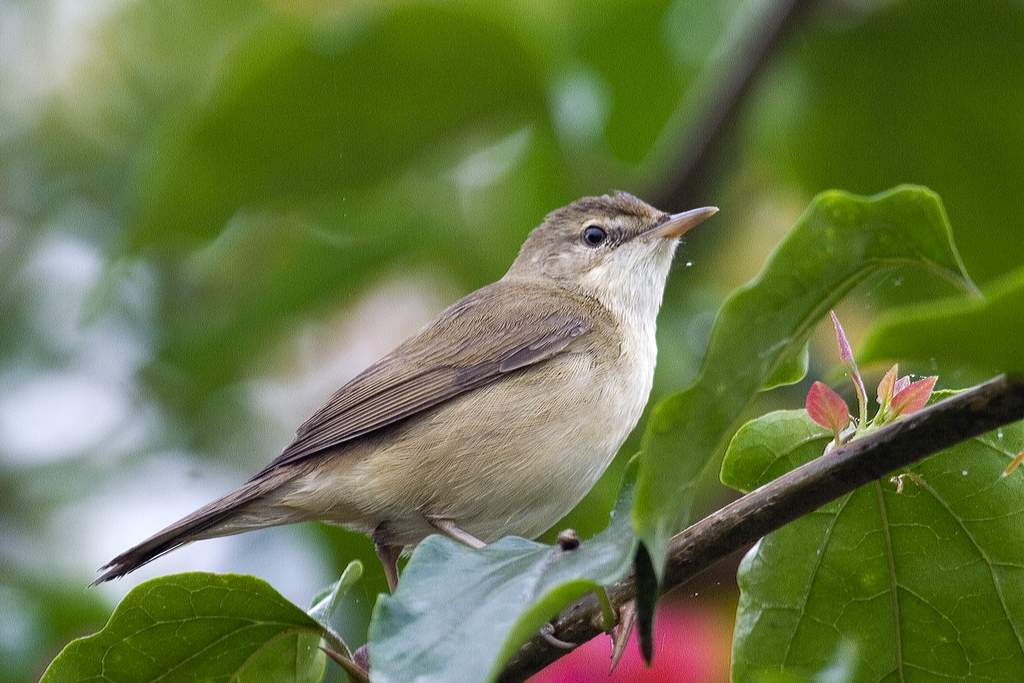